# Bieszczadzka Kolejka Leśna

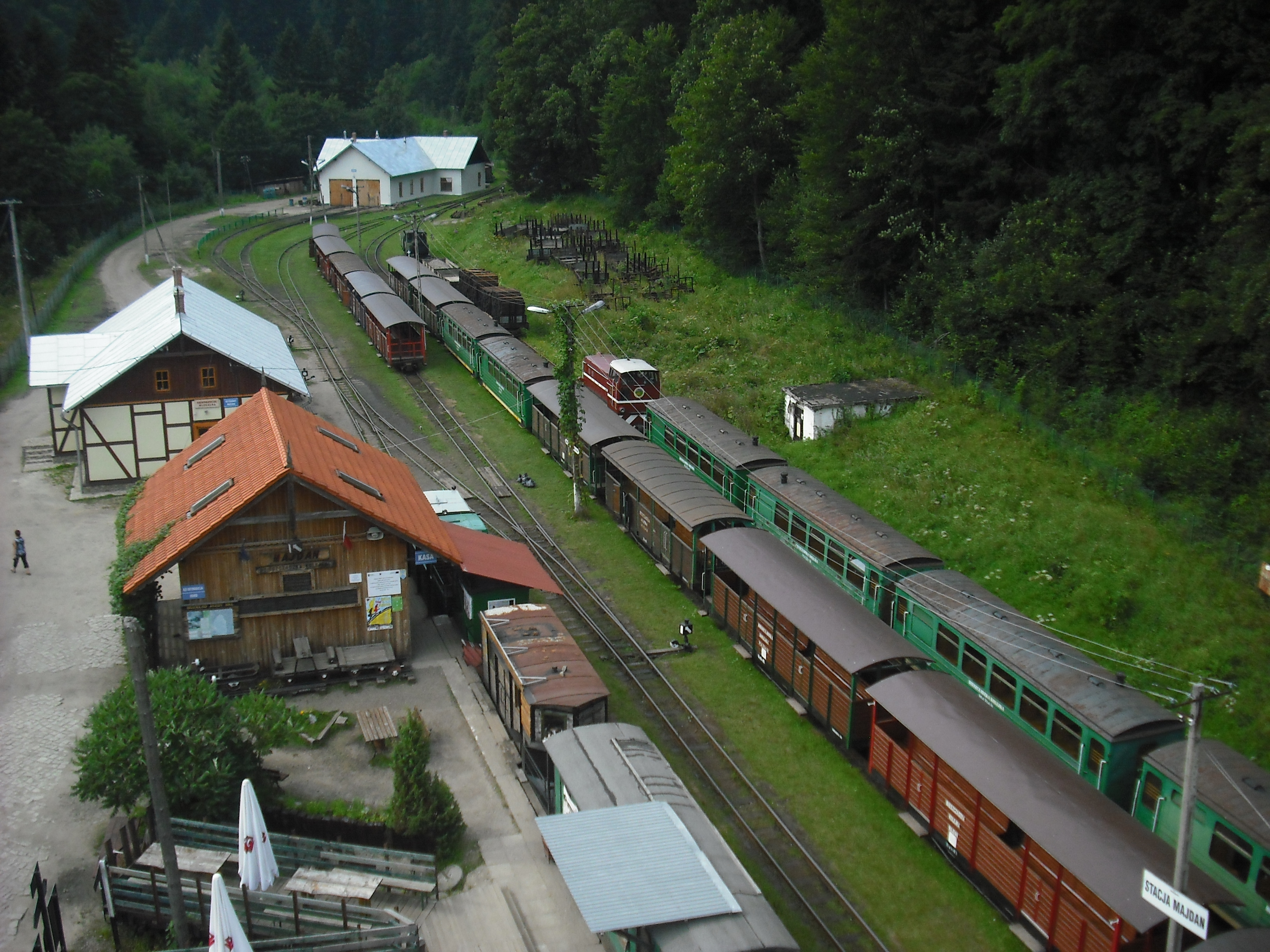
Majdan, stacja kolejki (2012)

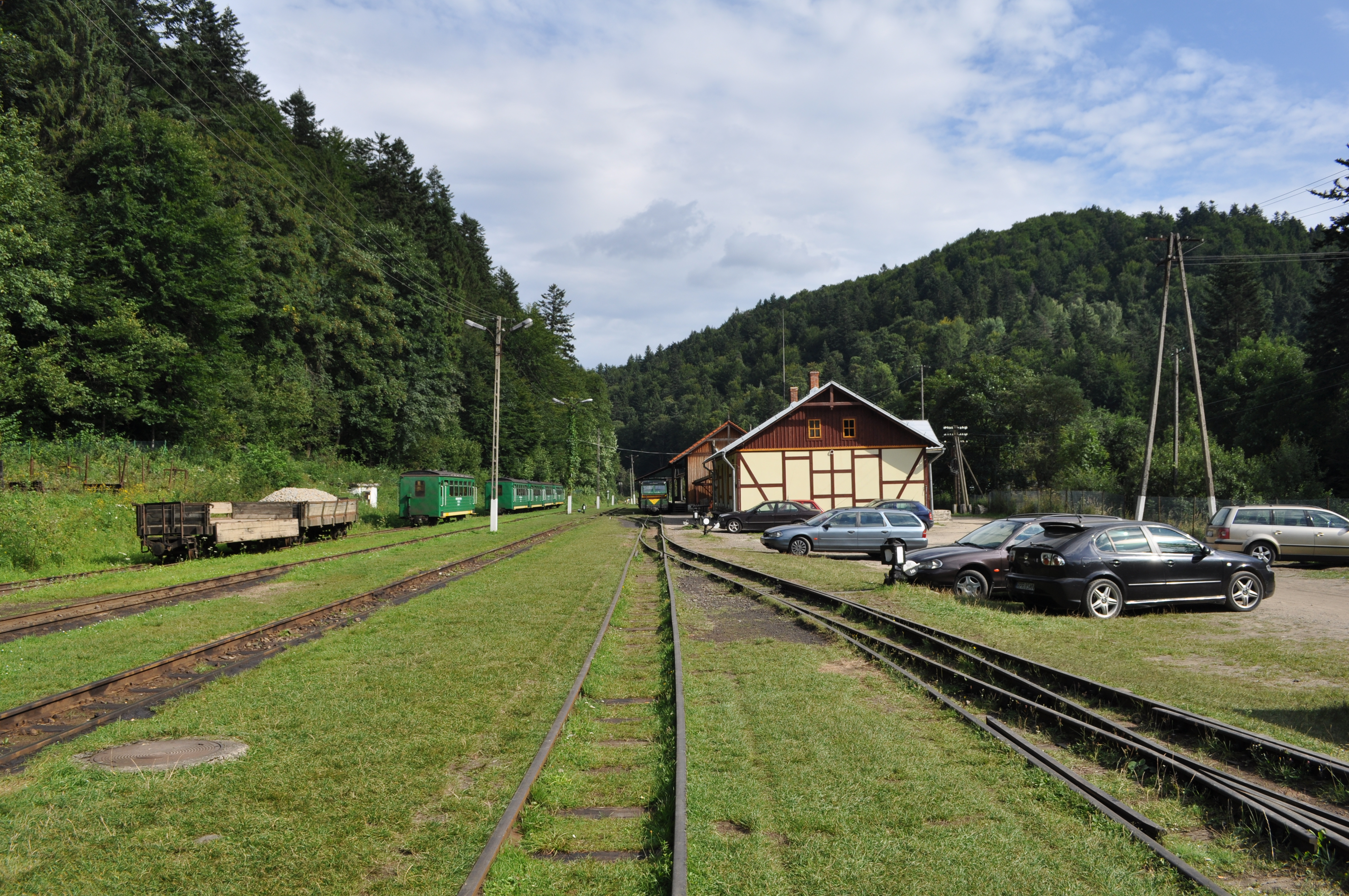
Majdan, stacja kolejki

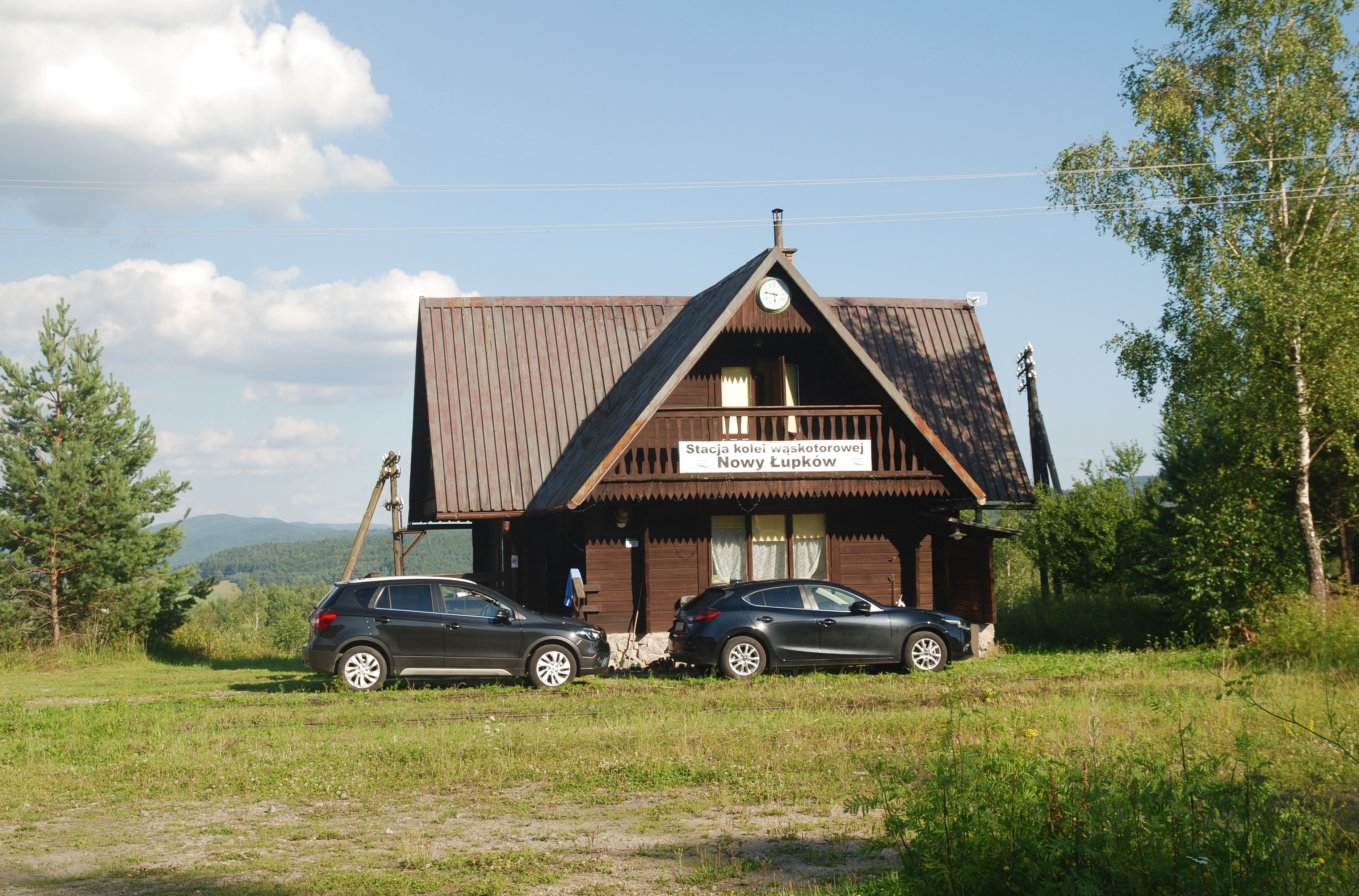
Nowy Łupków, dawna końcowa stacja kolejki wąskotorowej

Bieszczadzka Kolejka Leśna – kolej wąskotorowa w Bieszczadach o szerokości toru 750 mm, będąca najwyżej położoną linią wąskotorową w Polsce. Powstała pod koniec XIX wieku jako kolej użytku publicznego Nowy Łupków – Cisna, uruchomiona w 1898 roku. Po II wojnie światowej eksploatowana była do 1994 roku jako kolej leśna, do transportu drewna i ubocznie do przewozu osób. Od 1997 roku funkcjonuje ponownie jako atrakcja turystyczna na skróconej 20-kilometrowej trasie, głównie w sezonie letnim. 
Bazą Kolejki Leśnej jest stacja w Majdanie koło Cisnej, skąd pociągi kursują obecnie na dwóch trasach o łącznej długości 20 km, na wschód w kierunku stacji Przysłup (zatrzymując się w Cisnej, Dołżycy i Krzywem) oraz na zachód do Balnicy. Od 2020 roku ruch poza Dołżycę jest jednak zawieszony. Od 2012 roku Kolejka kursuje również zimą w okresie ferii szkolnych.

## Historia

### Budowa
W roku 1890 na terenie zaboru austro-węgierskiego rozpoczęto budowę linii lokalnej kolei wąskotorowej z Nowego Łupkowa do Cisnej. Linia ta miała ułatwić inicjatorom budowy – wiedeńskim i budapesztańskim przedsiębiorcom drzewnym – eksploatację największego bogactwa Bieszczadów, jakim są lasy, dzięki połączeniu z normalnotorową Pierwszą Węgiersko-Galicyjską Koleją Żelazną w Łupkowie. W tym celu powołano towarzystwo akcyjne budowy i eksploatacji kolei. Projektantem kolei był polski inżynier Albin Zazula. Większość prac przy budowie linii kolejowej wykonywało ręcznie, bez pomocy urządzeń technicznych, 300 robotników. Główny szlak poprowadzono wzdłuż dolin rzek Osławy i Solinki. Tory o rozstawie 760 mm ułożono na podkładach dębowych. Do budowy mostów, przepustów, wiaduktów oraz murów oporowych sprowadzono wykwalifikowanych włoskich kamieniarzy z ówcześnie austriackiego Trydentu. Niektórzy z włoskich kamieniarzy pozostali w Bieszczadach na stałe po zakończeniu prac budowlanych jak np. rodzina Meinardich. Oficjalnego otwarcia pierwszego odcinka (Nowy Łupków – Cisna, 25 km) dokonano 21 stycznia 1898 roku. Stacja w Cisnej powstała na terenie przysiółka Majdan, gdzie zbudowano też parowozownię, budynki stacyjne, magazyn i budynki dla pracowników. Pierwszy tabor stanowiło pięć parowozów czteroosiowych opalanych drewnem, 15 wagonów osobowych, 70 platform i 100 wagonów kłonicowych do drewna.
Przy linii kolejowej zaczęły powstawać tartaki, które ożywiły gospodarczo ten rejon Bieszczadów. W latach 1900–1904 wraz ze wzrostem zapotrzebowania na drewno przedłużono linię kolejową z Majdanu o prywatny 15,2-km odcinek do Kalnicy przez Przysłup i Strubowiska, należący do właścicieli okolicznych lasów. Linia miała inny przebieg, niż obecnie – nie przechodziła przez centrum Cisnej, lecz prowadziła bezpośrednio z Majdanu przez lasy do Przysłupa i Strubowisk, w miejscu obecnej drogi leśnej. W Kalnicy istniała stacja towarowa, z czterema torami i obrotnicą, obsługiwana przez dwa własne parowozy i ok. 60 wagonów (obecnie nieistniejąca). Około 1908-1909 roku zbudowano odgałęzienie ze Strubowisk do Beskidu (wyżej położonego przysiółka Smereka), sfinansowane przez spółkę Holz Handels AG z Wiednia, która nabyła lasy w Smereku. Tor w Strubowiskach rozwidlał się przy leśniczówce Szpickiery, nazwanej tak od najostrzejszego zakrętu na trasie. W nieustalonym czasie do połowy lat 20. dołączono także odcinek prywatny z Majdanu przez Liszną w kierunku Roztok Górnych, sięgający w 1927 roku 8 km.

### Eksploatacja do II wojny światowej

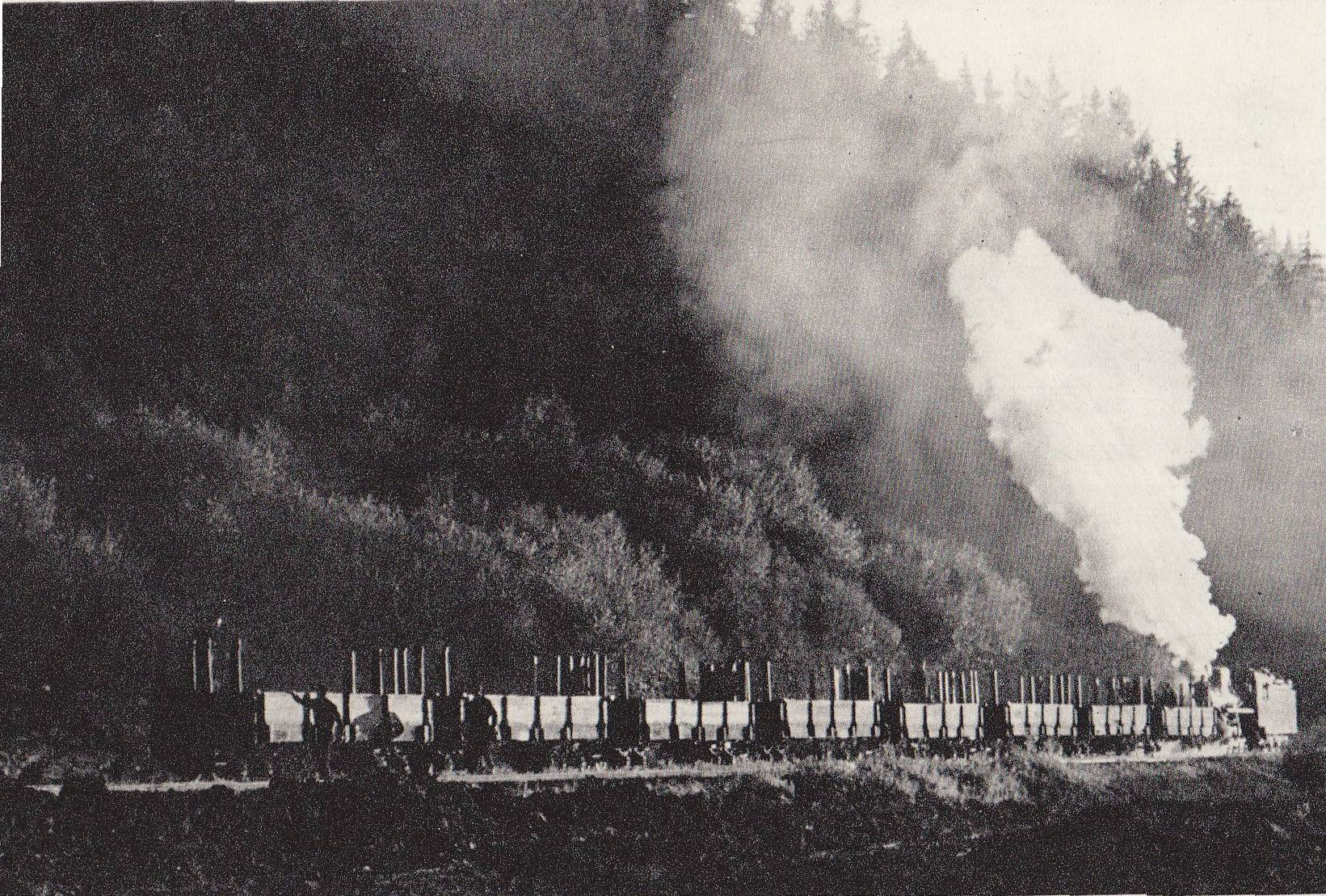
Pociąg z wagonami na drewno w latach 60.

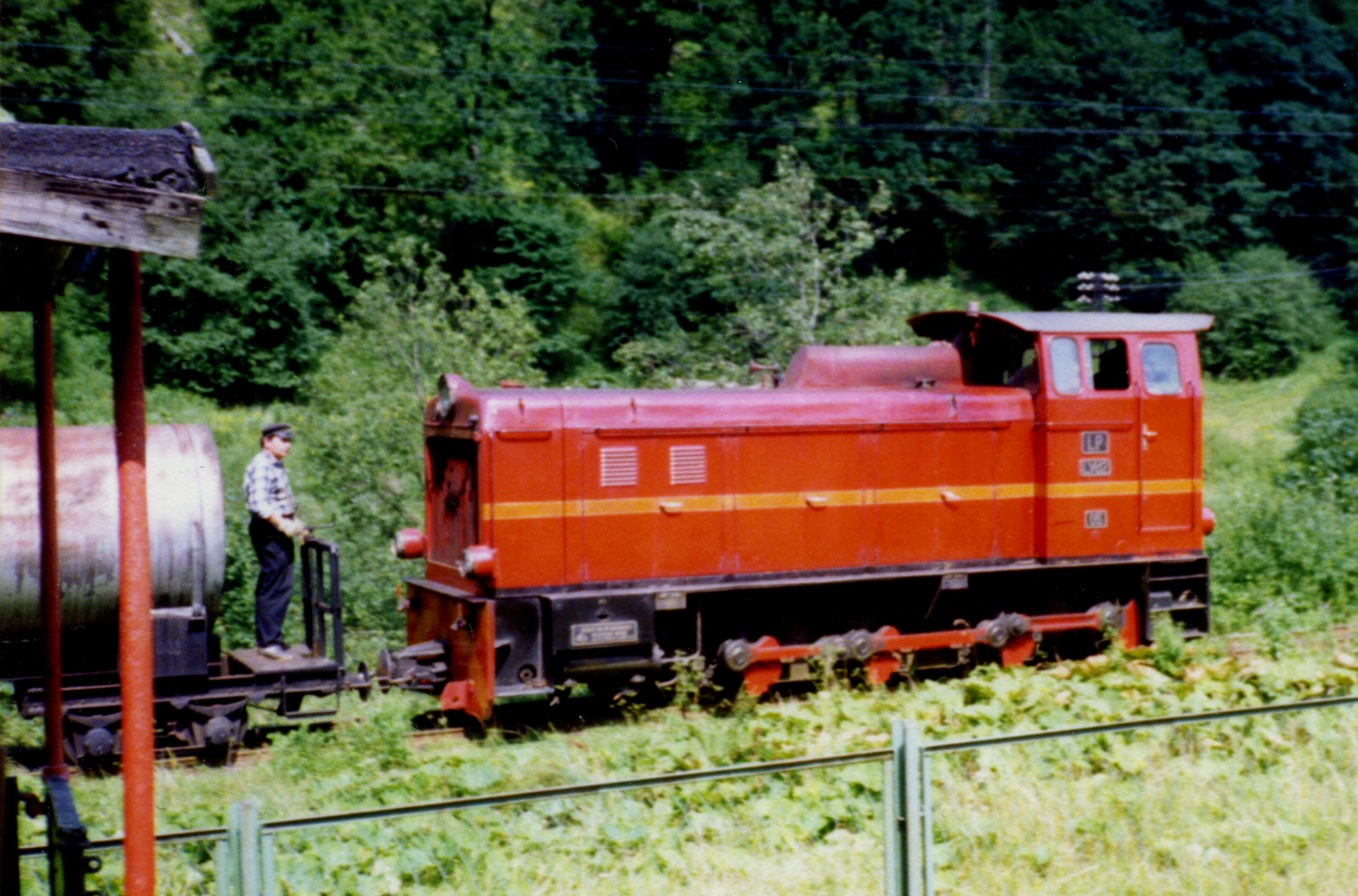
Lokomotywa Lyd2 z pociągiem gospodarczym, 1991

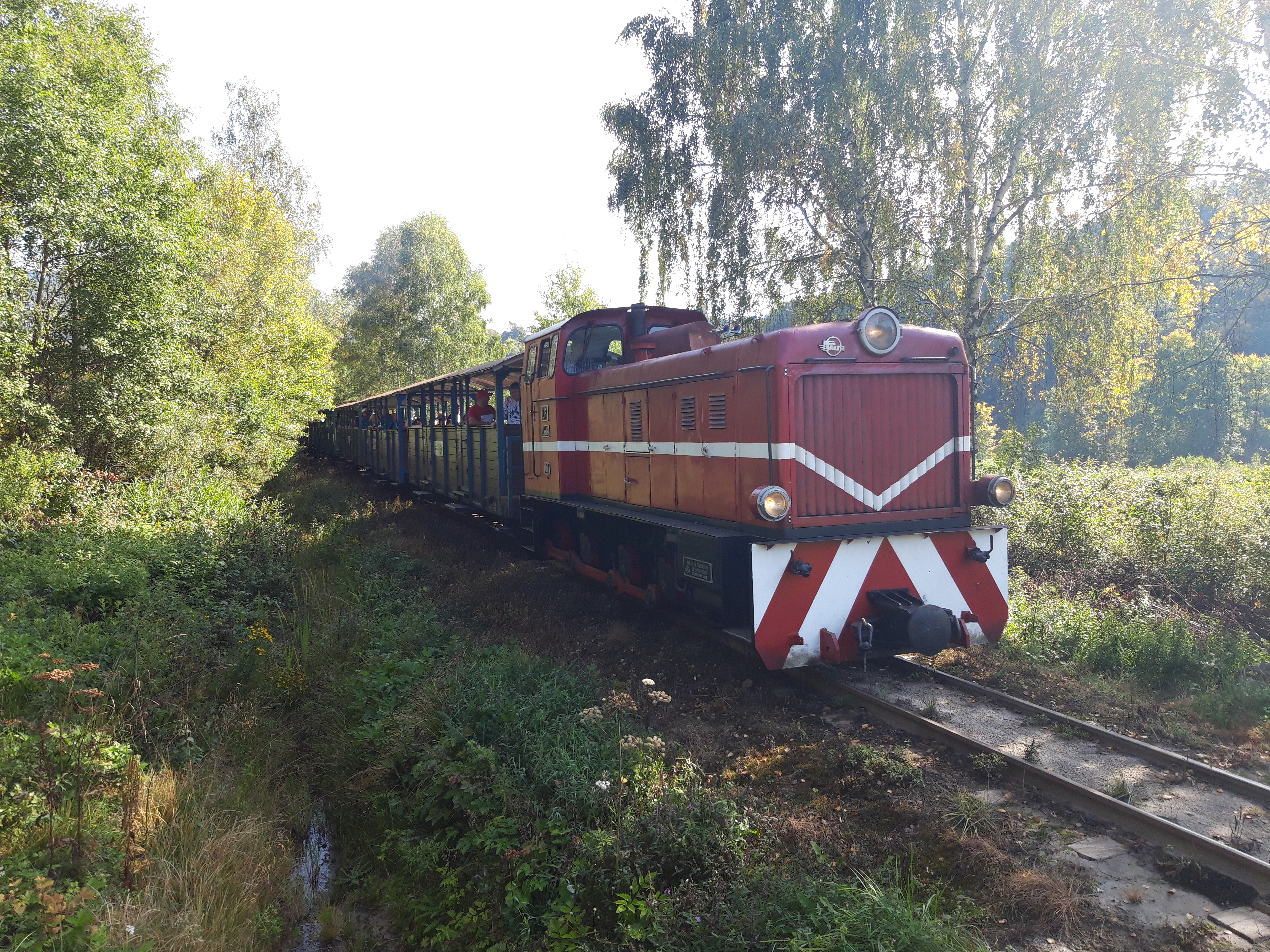
Kolejka na trasie w kierunku Solinki, 2021

Po oddaniu do użytku w 1898 roku, kolej stała się koleją użytku publicznego, zarządzaną przez Cesarsko-Królewskie Koleje Państwowe (kkStB). Jeździły nią średnio dwie pary rozkładowych pociągów towarowo-osobowych dziennie oraz pociągi z drewnem. W czasie I wojny światowej kolej służyła najpierw do celów wojskowych. Wobec niepowodzeń austro-węgierskich na froncie wschodnim i odwrotu armii, infrastruktura kolei na przełomie 1914/15 roku została uszkodzona. Wysadzono mosty, przepusty, część urządzeń. Po wyparciu armii rosyjskiej w roku 1916 rozpoczęto odbudowę infrastruktury.
Po odzyskaniu niepodległości w 1918 roku, kolej stała się własnością Polskich Kolei Państwowych. Zarząd od 1920 roku sprawowała Okręgowa Dyrekcja Kolei Państwowych we Lwowie. Prawie dwukilometrowy odcinek torów między Balnicą a Solinką znalazł się za granicą słowacką i pociągi jeździły po nim tranzytem, eskortowane przez Straż Graniczną, aż do listopada 1938 roku, kiedy Polska wymogła na Słowacji korekty granic. W czasach wielkiego kryzysu ograniczono przewozy pasażerskie i eksploatację lasów – w latach 30. kolej wykonywała dziennie tylko jeden kurs do Majdanu i z powrotem. Prywatny 5-km odcinek ze Strubowisk do Kalnicy rozebrano w bliżej nieustalonym czasie po 1918 roku, a odcinek do Roztok Górnych – przed 1938 rokiem. W 1936 roku zaprzestano eksploatacji odcinka Majdan – Beskid, aczkolwiek ponownie został on uruchomiony podczas okupacji.
W czasie II wojny światowej kolej została przejęta pod zarząd niemieckiej Ostbahn i była dość intensywnie użytkowana, przy tym została częściowo zmodernizowana. W tym czasie rozstaw toru został przekuty na ostateczny 750 mm. Oprócz pociągów z drewnem na potrzeby niemieckie, jeździły dwie, a w 1943 roku nawet trzy pary pociągów osobowych dziennie. Podczas walk Armii Czerwonej z Niemcami w drugiej połowie 1944 roku oraz dalszych walk z partyzantami UPA na tym terenie, infrastruktura kolei uległa zniszczeniu, tory zostały w wielu miejscach rozebrane, a torowisko uszkodzone przez wykorzystywanie go jako drogi dla czołgów. Podkłady w części zużyto na budowę umocnień i na opał.

### Eksploatacja i rozbudowa w okresie powojennym
Bezpośrednio po wojnie rozpoczęto pewne prace naprawcze kolei, lecz pierwsze pociągi uruchomiono dopiero w 1950 roku. Wobec opustoszenia Bieszczadów po akcji Wisła, PKP nie były jednak zainteresowane wznowieniem ruchu i w 1953 roku kolej została przekazana Lasom Państwowym. W związku z intensyfikacją gospodarki leśnej w Bieszczadach, podjęto w latach pięćdziesiątych i sześćdziesiątych prace nad odbudową i modernizacją kolei. Do 1959 roku nastąpiła rozbudowa linii w kierunku północno-zachodnim ze Smolnika do Mikowa, gdzie połączono ją z odcinkiem dawnej 12-kilometrowej kolei prywatnej hr. Potockiego do Rzepedzi, zbudowanej w 1923 roku. W kierunku na wschód, w miejsce dawnej prywatnej linii Majdan – Kalnica – Beskid zbudowano w latach 1957–1964 nową niżej położoną linię Majdan – Cisna – Dołżyca – Przysłup – Wetlina – Moczarne, o długości prawie 37 km. Łącznie długość sieci wyniosła 73 km. Kolej leśna w Bieszczadach była najwyżej położoną linią wąskotorową w Polsce. Od 1958 roku koleją zarządzał Ośrodek Transportu Leśnego w Sanoku. Otrzymała ona w tym okresie nowe parowozy produkcji polskiej: dwa serii Px48 i sześć serii Kp4. Głównym odbiorcą drewna stał się nowo zbudowany kombinat drzewny w Rzepedzi, a kolej maksymalnie przewoziła 115–160 tysięcy m³ drzewa rocznie. Okazjonalnie i nieformalnie kolej woziła też okoliczną ludność i turystów, także wagonami towarowymi.
18 września 1963 roku uruchomiono rozkładowy ruch pasażerski na liniach Nowy Łupków – Cisna, a następnie także Rzepedź – Smolnik. Była to wówczas jedyna kolej użytku publicznego w Polsce poza PKP. Przewozy pasażerskie były mało opłacalne i komplikowały pracę przewozową, wobec czego miały zostać zawieszone około 1975 roku, lecz na skutek wzrastającej turystyki w Bieszczadach i protestów przeciwko likwidacji, przywrócono je.  W tym okresie przy kolei pracowało ok. 300 osób. Pod koniec lat 70. trakcję parową zaczęto zastępować rumuńskimi lokomotywami spalinowymi serii Lyd2, jednakże w tym samym okresie też przewozy drewna zaczęły znacząco maleć, przejmowane przez dogodniejszy transport samochodowy. W 1990 roku kolej miała 6 lokomotyw spalinowych, 8 wagonów osobowych, 140 platform i 200 wagonów kłonicowych do drewna.
W obliczu kryzysu gospodarczego, a następnie przejścia na gospodarkę rynkową na przełomie lat 80. i 90., kolei zagroziła likwidacja z uwagi na nierentowność. Sytuację pogorszyła upadłość po transformacji ustrojowej głównego odbiorcy drewna drogą kolejową – Zakładów Przemysłu Drzewnego w Rzepedzi. Już w latach 80. wstrzymano ruch na odcinku z Wetliny do Moczarnego, a ostatecznie wyłączono ten odcinek z użytku w 1992 roku, po włączeniu go w skład terenów ochrony ścisłej Bieszczadzkiego Parku Narodowego w poprzednim roku. W 1991 roku zawieszono ruch na odcinku Dołżyca – Wetlina. Zaprzestano też od tego roku całorocznych rozkładowych przewozów pasażerskich, pozostawiając pociągi turystyczne w sezonie letnim. W tym czasie Ośrodek Transportu Leśnego w Sanoku został zlikwidowany, a kolej 1 kwietnia 1993 roku przekazano w zarząd Nadleśnictwu Cisna, przy jednoczesnej znacznej redukcji zatrudnienia. W 1994 roku Nadleśnictwo uruchomiło jeszcze przewozy pasażerskie na trasie Majdan – Wetlina, jednakże działalność kolei była nierentowna (przewieziono ok. 14 tysięcy pasażerów). 1 grudnia 1994 roku kolej wyłączono z eksploatacji. Oddział Kolei Leśnej w Cisnej został postawiony w stan likwidacji, pracowników zwolniono, a część taboru oddano na złom. Przed fizyczną likwidacją uchroniło kolej dokonane w 1992 roku wpisanie jej układu komunikacyjnego, infrastruktury i części taboru do rejestru zabytków (numer A-284).
W 1979 w Majdanie przy drodze do Cisnej utworzono skansen kolei leśnej. Eksponowano tam dwa składy pociągów z parowozami Kp4 i Px48. W 1987 roku podporządkowano go Muzeum Kolejnictwa, a w 1991 roku niszczejący bez dozoru tabor wywieziony został stamtąd do Muzeum Kolei Wąskotorowej w Sochaczewie.

## Teraźniejszość

### Odrodzenie jako kolej turystyczna

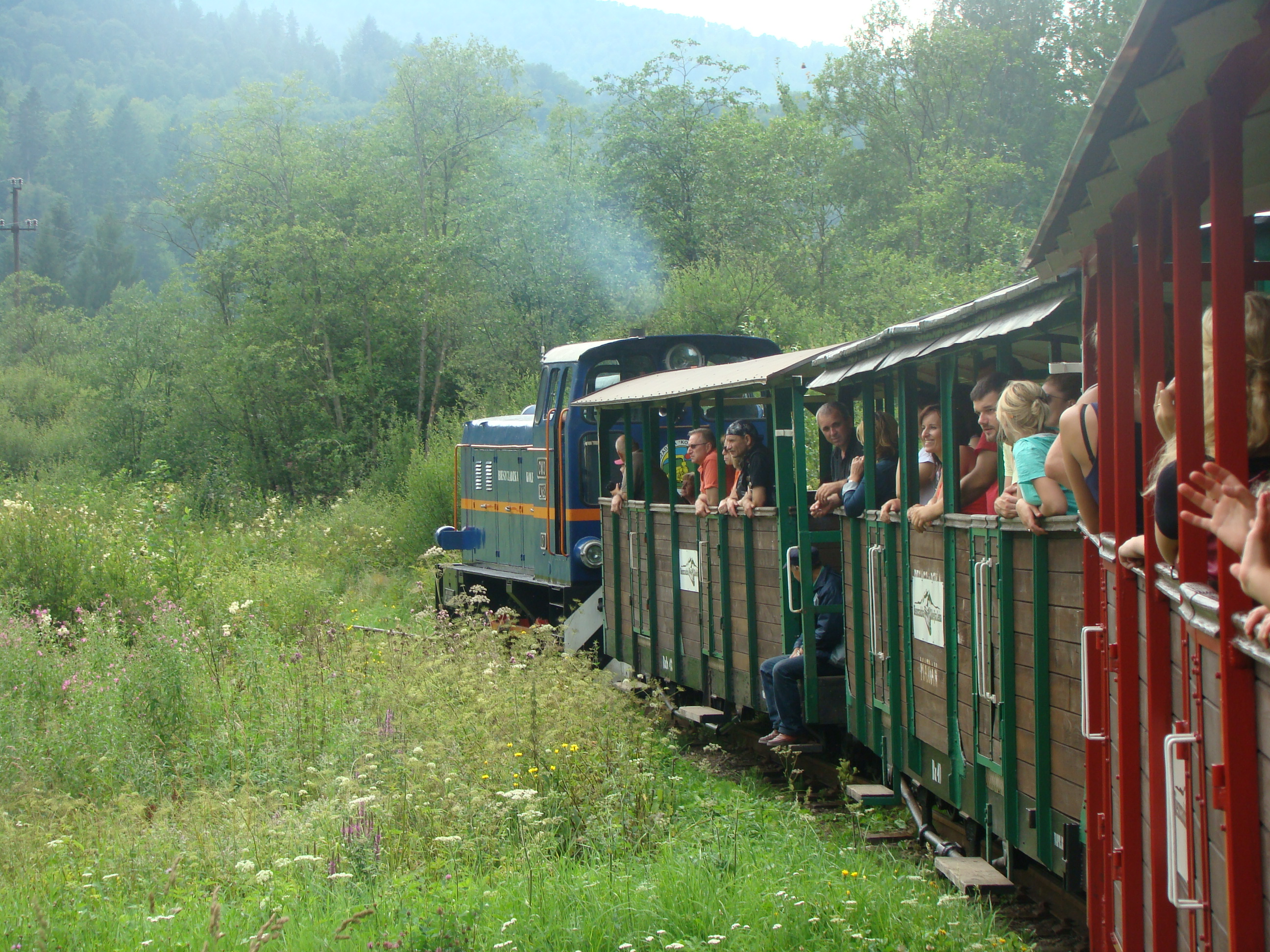
Na trasie kolejki turystycznej w kierunku Balnicy

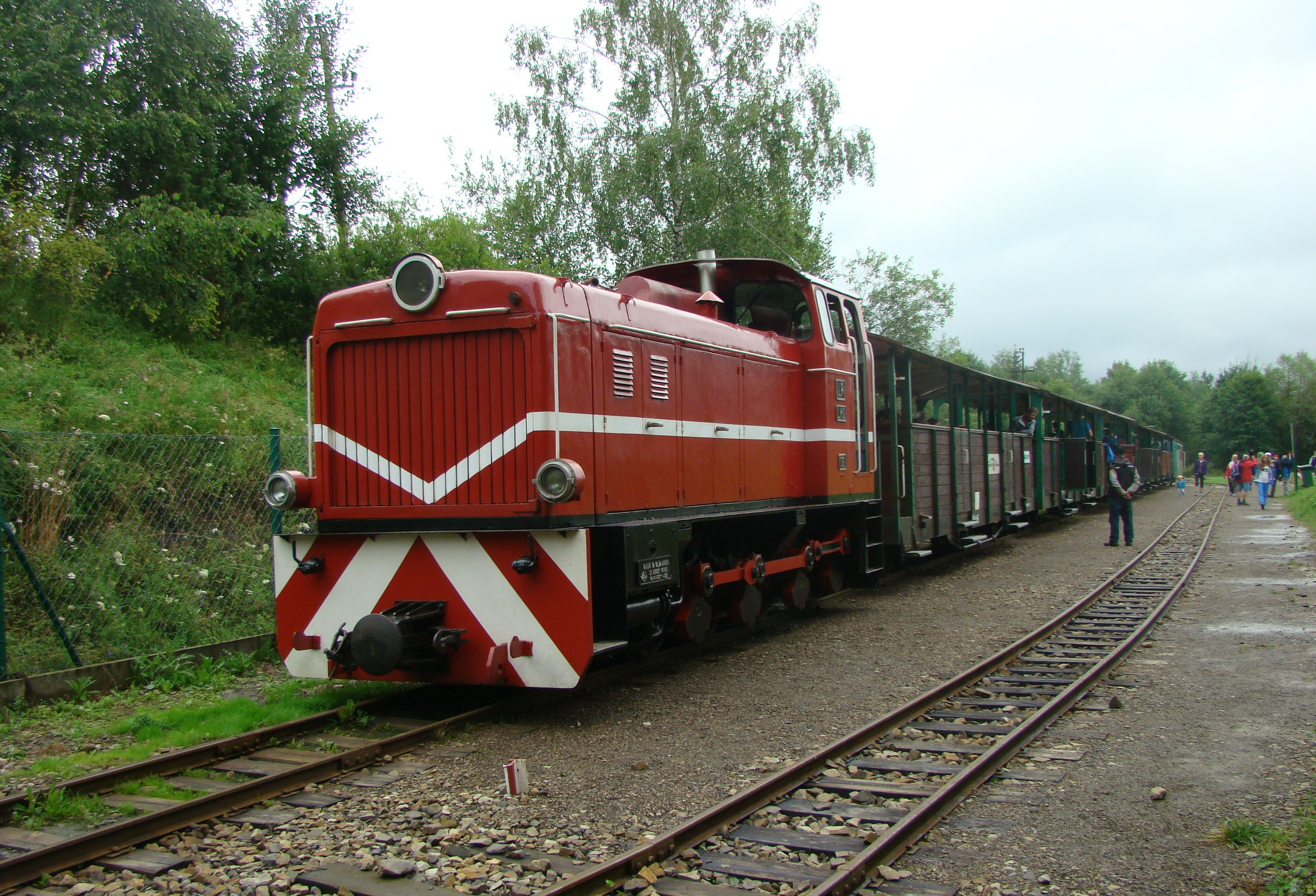
Pociąg na stacji w Przysłupie

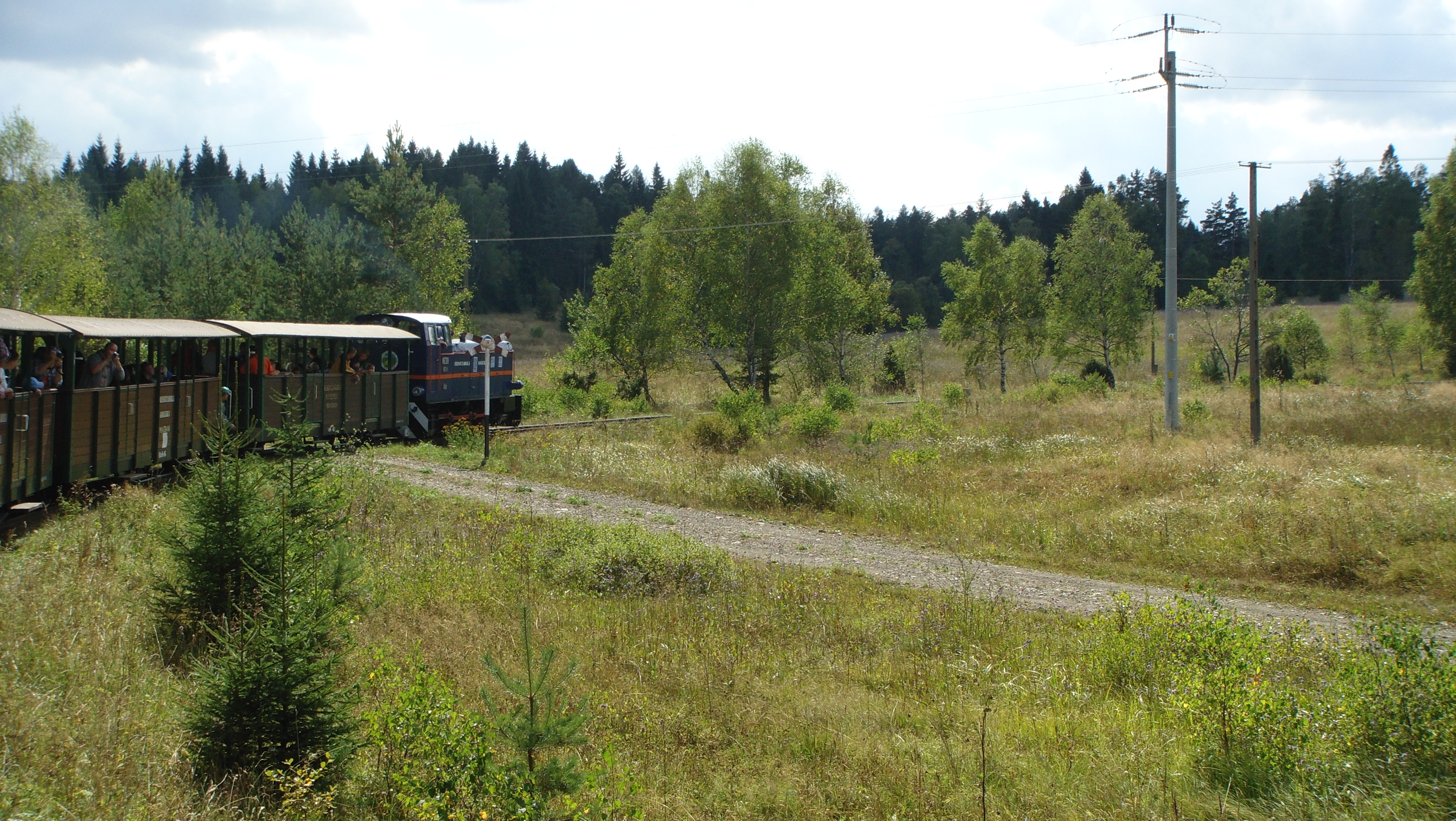
Pociąg w rejonie dawnej wsi Solinka

Z inicjatywy władz samorządowych i pracowników, w lipcu 1996 roku powołano Fundację Bieszczadzkiej Kolejki Leśnej, której przekazano w nieodpłatne użytkowanie majątek kolei i trasę w granicach Nadleśnictwa Cisna. Zakupiono dodatkową lokomotywę spalinową (pocukrowniczą) i otwarte po bokach wagony letnie, przebudowane z odkrytych wagonów towarowych (początkowo siedem, z Przeworskiej Kolei Dojazdowej). Profil działalności zmienił się na obsługę pociągów turystycznych w sezonie letnim (od maja do września) oraz w razie zapotrzebowania w innych terminach. Po przejęciu kolei przez Fundację i pracach konserwacyjnych, 4 lipca 1997 wznowiono ruch na 11-kilometrowej trasie z Majdanu do Przysłupa, i już w tym roku kolej przewiozła ponad 23 tysiące turystów. W 1998 roku uruchomiono pociągi na drugiej linii w kierunku zachodnim, do Balnicy i w wybrane dni do Woli Michowej (17 km). Początkowo obie trasy obsługiwano jednym pociągiem na dzień. Jednym z ograniczeń eksploatacyjnych kolei jest konieczność zatrudniania kilku hamulcowych w każdym pociągu, z uwagi na górski profil trasy i brak hamulców zespolonych w wagonach. Początkowo, w latach 1997-2003 wagony miały żółte malowanie reklamowe stacji radiowej RMF, następnie przywrócono klasyczne zielone barwy. W 2010 kolej miała 18 wagonów pasażerskich, w tym dziesięć letnich. 
Liczba pasażerów systematycznie wzrastała i w 2007 roku po raz pierwszy przekroczyła 50 tysięcy. W 2009 roku przywrócono ruch na odcinku z Woli Michowej do Smolnika, jednakże w 2011 ruch na odcinku Balnica – Smolnik został ponownie zawieszony. Od tego czasu pociągi w kierunku zachodnim kursują tylko do Balnicy (9 km). Od 2012 roku – po 23 latach przerwy – kolej kursowała również w wybrane dni zimą w okresie ferii szkolnych, co wymagało odśnieżania szlaku. Od 2014 roku liczba pasażerów przekraczała stale 100 tysięcy rocznie. Podstawowym źródłem utrzymania kolei są wpływy ze sprzedaży biletów. Kolej rozpoczyna sezon działalności w okolicy majówki na przełomie kwietnia i maja i kończy w październiku, w tym od maja do września jeździ regularnie. W lipcu i sierpniu codziennie kursuje kilka rozkładowych pociągów, a w pozostałych miesiącach sezonu 1–2 pociągi dziennie z wyjątkiem poniedziałków (stan na 2024 rok). Poza sezonem uruchamiane mogą być pociągi specjalne na zamówienie.
Oprócz czterech lokomotyw spalinowych serii Lyd2, od 2006 roku na kolei jeździł także parowóz Las-1884, a od 2012 roku zastąpił go mocniejszy Kp4-3772. W kolejnych latach, w związku z koniecznymi naprawami, na ogół dostępny był jeden parowóz, używany do niektórych kursów. Od 2021 roku kolej ponownie miała dwa czynne parowozy. W kierunku Przysłupa lokomotywy spalinowe mogą ciągnąć siedem wagonów, a w kierunku Balnicy osiem, natomiast parowóz Las może być używany tylko na krótszym odcinku o łagodniejszym profilu do Dołżycy.
Na skutek osunięcia toru pod Przysłupem w maju 2020 roku, pomimo prac naprawczych, od sierpnia 2020 roku kursy w kierunku wschodnim na odcinku od Dołżycy do Przysłupa zostały zawieszone. Uruchamiano w tym kierunku jedynie kursy za parowozem do Dołżycy. Taki też stan pozostał w 2023 roku.

## Przewozy
W 1965 roku kolej przewiozła ponad 21 tysięcy pasażerów, a w latach 1971–1980 sprzedano ogółem 117 769 biletów. Faktyczna liczba przewiezionych pasażerów była większa – z relacji wynika, że przy konduktorskiej sprzedaży biletów, od wielu turystów nie pobierano prawidłowej opłaty za przejazd. Na początku lat 80. przewozy wynosiły około 30 tys. pasażerów rocznie. 
Po spadku przewozów w latach 90. XX wieku, odrodzona kolejka systematycznie do 2019 roku zwiększała roczne przewozy i w 2001 roku przewiozła 32 tysiące pasażerów, w 2007 – 52 tysiące, w 2013 – 94 tysiące. W sezonie turystycznym dzienne przewozy wynosiły do ok. 1500 pasażerów. W 2014 roku liczba pasażerów wyniosła 102 tysiące. W 2018 roku liczba pasażerów wyniosła ponad 154 tysiące, przekraczając po raz pierwszy 150 tysięcy. W 2017 i 2018 roku Bieszczadzka Kolejka Leśna była koleją wąskotorową przewożącą największą liczbę pasażerów w Polsce, aczkolwiek w dalszych latach wyprzedzała ją ponownie nieznacznie Nadmorska Kolej Wąskotorowa. Pomimo skróconego sezonu i trudności związanych z pandemią, w 2020 roku kolej przewiozła ponad 138 tysięcy osób (najwięcej w kraju), a w 2021 roku osiągnęła najwyższy w dotychczasowej historii wynik przewozów – 168 tysięcy osób. Ponownie przekroczyła 160 tys. pasażerów w 2024 roku, zajmując pierwsze miejsce w Polsce.
| Przybliżone przewozy roczne | Przybliżone przewozy roczne | Przybliżone przewozy roczne | Przybliżone przewozy roczne | Przybliżone przewozy roczne | Przybliżone przewozy roczne | Przybliżone przewozy roczne | Przybliżone przewozy roczne | Przybliżone przewozy roczne | Przybliżone przewozy roczne | Przybliżone przewozy roczne |
| --------------------------- | --------------------------- | --------------------------- | --------------------------- | --------------------------- | --------------------------- | --------------------------- | --------------------------- | --------------------------- | --------------------------- | --------------------------- |
| 1960–69                     |                             |                             |                             |                             |                             | 1965                        |                             |                             |                             |                             |
| 1960–69                     |                             |                             |                             |                             | 21 tys.                     |                             |                             |                             |                             |                             |
| 1990–99                     |                             |                             |                             |                             |                             |                             |                             | 1997                        |                             |                             |
| 1990–99                     |                             |                             |                             |                             |                             |                             | >23 tys.                    |                             |                             |                             |
| 2000–09                     |                             | 2001                        | 2002                        | 2003                        | 2004                        | 2005                        | 2006                        | 2007                        | 2008                        | 2009                        |
| 2000–09                     |                             | 32 tys.                     | 33,5 tys.                   | 37 tys.                     | 40 tys.                     | 40 tys.                     | 42,7 tys.                   | 52 tys.                     | 56,1 tys.                   | 68 tys                      |
| 2010–19                     | 2010                        | 2011                        | 2012                        | 2013                        | 2014                        | 2015                        | 2016                        | 2017                        | 2018                        | 2019                        |
| 2010–19                     | 60,2 tys.                   | 72 tys.                     | 85 tys.                     | 94 tys.                     | 102,6 tys.                  | 112,8 tys.                  | 130,7 tys.                  | 137,9 tys.                  | 154,7 tys.                  | 157,1 tys.                  |
| 2020–29                     | 2020                        | 2021                        | 2022                        | 2023                        | 2024                        |                             |                             |                             |                             |                             |
| 2020–29                     | 138 tys.                    | 168,1 tys.                  | 147,3 tys.                  | 158,2 tys.                  | 166,4 tys.                  |                             |                             |                             |                             |                             |

## Wypadki
16 czerwca 1968 na trasie kolei wąskotorowej w odcinku Rzepedź – Prełuki doszło do zderzenia pociągu towarowego z drezyną, w wyniku czego rannych zostało 11 osób podróżujących drezyną.

## Tabor
Czynny lub w naprawie:

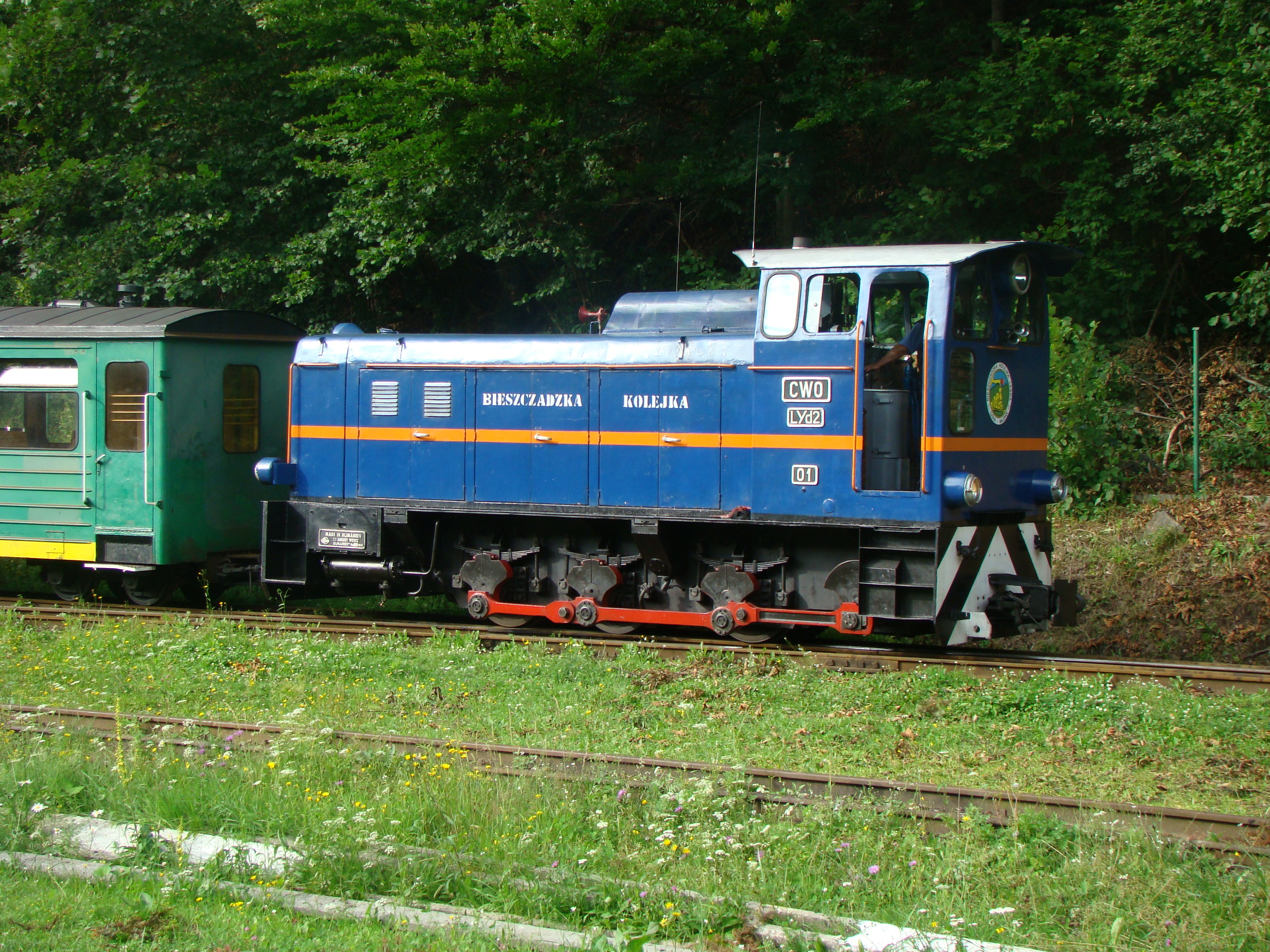
Lokomotywa CWO-Lyd2-01 w Majdanie

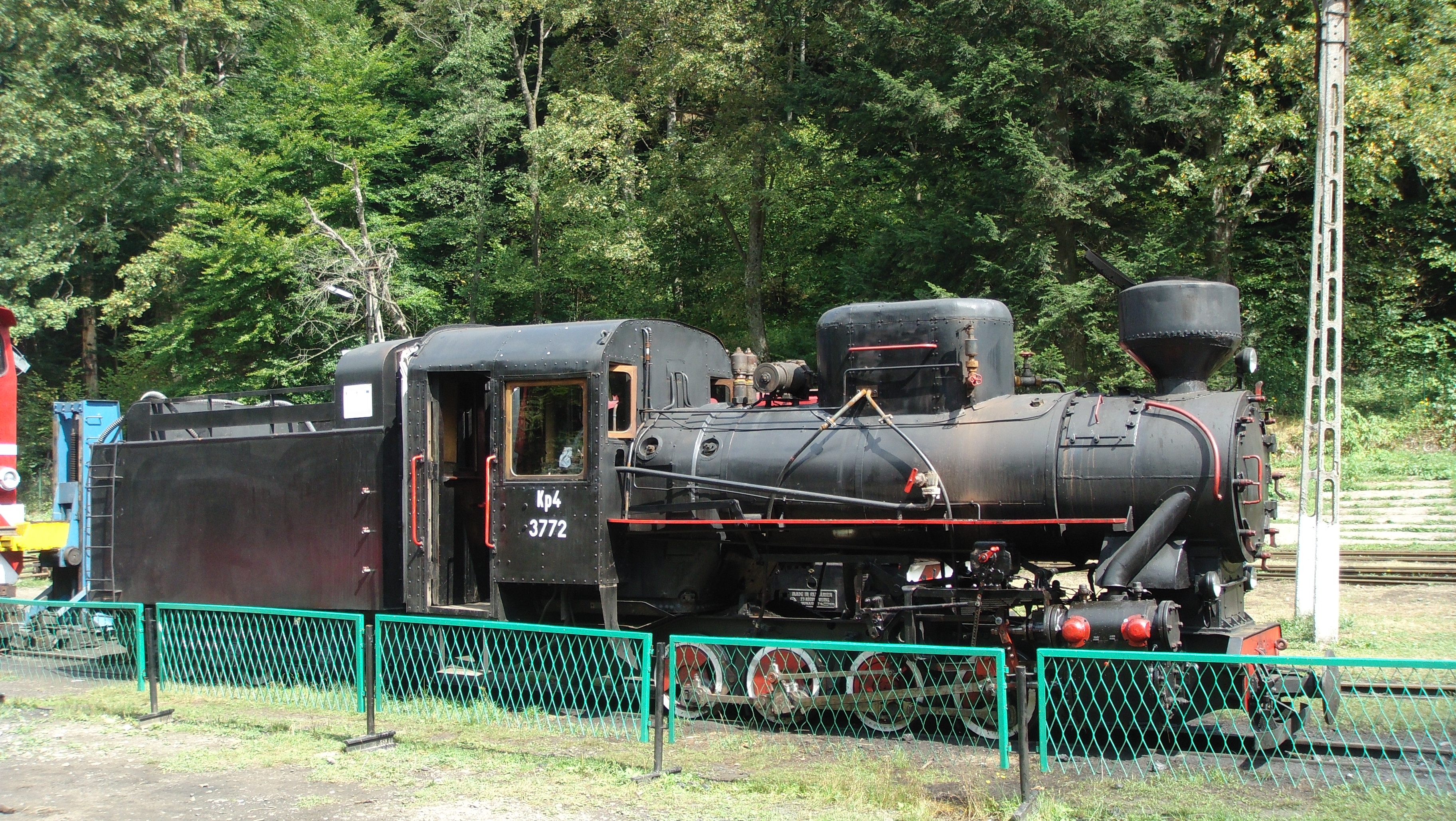
Parowóz Kp4-3772 w Balnicy

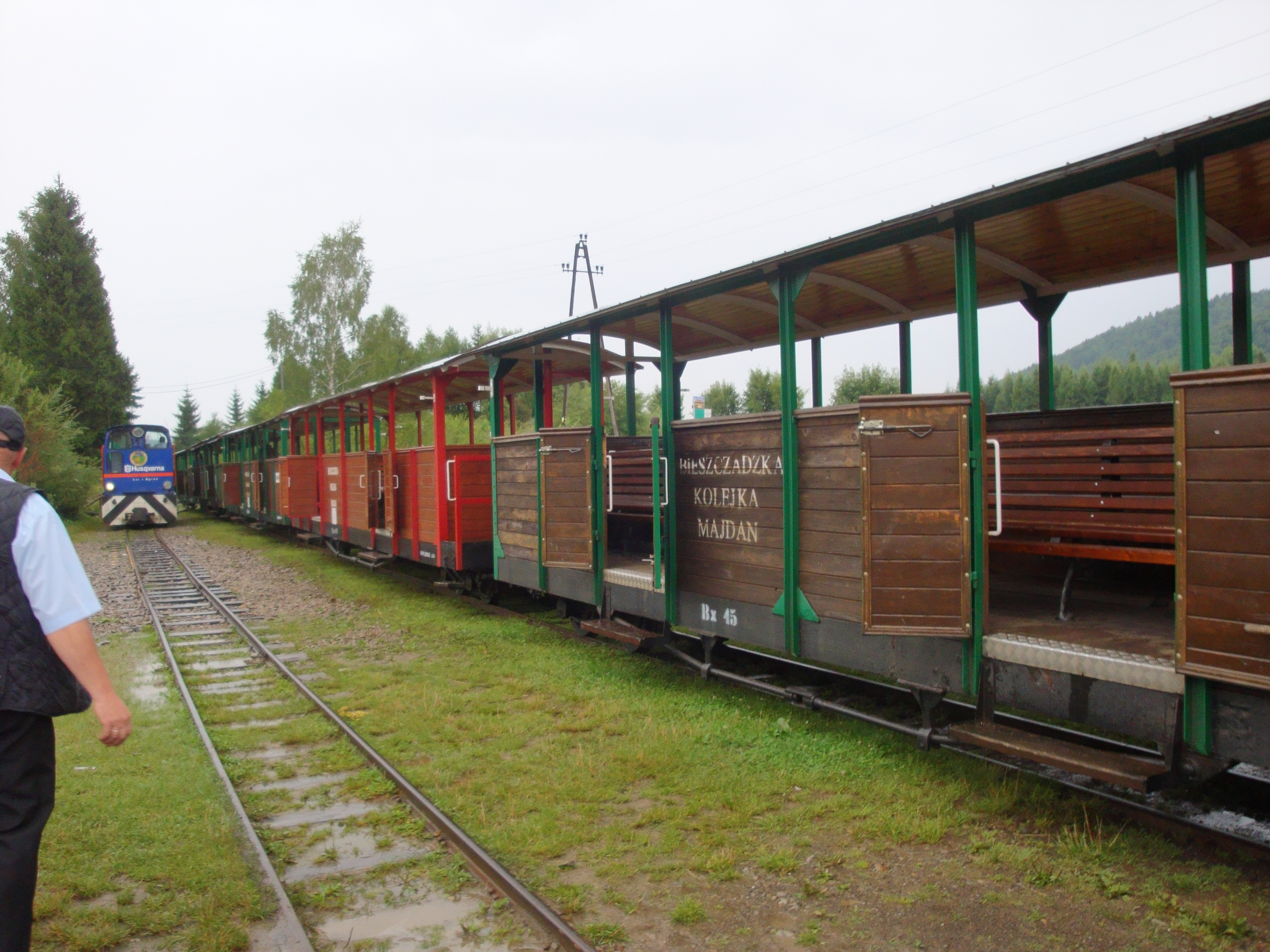
Wagony „letniaki”

- drezyna motorowa Dm101 (typ WWM5, zbud. 1956)[44]
- drezyna motorowa Dm102 (zmodernizowana w 2010)[27]
- lokomotywy spalinowe (wszystkie serii Lyd2)[26]:
  - CWO-Lyd2-01 (nr fabr. 24064/1980 rok; zakupiona z Cukrowni Przeworsk, pierwotnie Cukrownia Wożuczyn)
  - LP-Lyd2-05 (24048/1980)
  - LP-Lyd2-06 (24049/1980)
  - LP-Lyd2-07 (24050/1980)

- parowozy:
  - Las-1884 (4967/1956; zakupiony z Cukrowni Kruszwica, w eksploatacji od 2006[26], od 2010 z tendrem dodatkowym[27], w latach 2018-2019 w remoncie, powrócił w 2019, wszedł ponownie do eksploatacji w 2020[36])
  - Kp4-3772 (zbud. Fablok Chrzanów, nr fabr. 3772/1957; zakupiony w 2007 z Cukrowni Kruszwica, wszedł do eksploatacji po remoncie w 2012[35], odstawiony w 2018 w oczekiwaniu naprawy, w 2021 powrócił po naprawie głównej przeprowadzonej w Chabówce[45])

Nieczynny:
- parowóz Kp4-1257 (3790/1957) (skreślony w 1979 r., w 1991 r. przekazany do muzeum w Sochaczewie, w 2012 roku zwrócony do Majdanu)[35][46]
- lokomotywa spalinowa Lxd2-347 (ex Lxd2-321, 23224/1976, zakupiona 2006)[26][44]
- lokomotywa spalinowa LP-Lyd2-01 (23392/1977)[47]
- lokomotywa spalinowa Wls180 (46/1972)[26]
- lokomotywy spalinowe Wls150 (7616/1967, 7639/1967)[26]

Poprzedni:
- parowozy przed I wojną światową:
  - U17, U18, U19 (kolei kkStB, układ osi C1′nt)[48]
  - „Stella” i nn. (prywatne)[49]
- parowozy po II wojnie światowej:
  - Kp4-1255 (3390/1957)[50]
  - Kp4-1256 (3708/1957)[50]
  - Kp4-1258 (3791/1957)[50]
  - Kp4-1259 (3793/1957)[50]
  - Kp4-1260 (3794/1957)[50]
  - Px48-1253-55[23]
  - Px48-1254-55[23]

- lokomotywy spalinowe:
  - LP-Lyd2-02 (23393/1977) – 1977–1993 (złomowana)[47]
  - LP-Lyd2-03 (23437/1977) – 1977–1983[47]